# Maunath Bhanjan
Maunath Bhanjan é uma cidade  no distrito de Mau, no estado indiano de Uttar Pradesh.

## Demografia
Segundo o censo de 2001, Maunath Bhanjan tinha uma população de 210,071 habitantes. Os indivíduos do sexo masculino constituem 52% da população e os do sexo feminino 48%. Maunath Bhanjan tem uma taxa de literacia de 58%, inferior à média nacional de 59.5%: a literacia no sexo masculino é de 65% e no sexo feminino é de 51%. Em Maunath Bhanjan, 20% da população está abaixo dos 6 anos de idade.